# Kaïs (Khenchela)
Kaïs, anciennement appelé Claudi puis Edgar-Quinet, est une commune de la wilaya de Khenchela en Algérie.

## Toponymie
Lors de la période de l'Algérie française, cette ville était dénommée sous le nom d'Edgar-Quinet, en référence à l'historien et homme politique français.